# Борзин, Борис Фёдорович
Бори́с Фёдорович Борзи́н (29 декабря 1923, Кривоносово, Одесская губерния — март 1991, Ленинград) — советский художник, живописец, график, реставратор и искусствовед. Участник Великой Отечественной войны.

## Биография
Борис Фёдорович Борзин с отличием окончил Государственный художественный институт Литовской ССР, затем — факультет повышения квалификации Московского высшего художественно-промышленного училища (б. Строгановского), факультет повышения квалификации и аспирантуру Института живописи, скульптуры и архитектуры имени И. Е. Репина Академии Художеств СССР, по окончании которой защитил диссертацию на соискание учёной степени кандидата искусствоведения. Удостоен серебряной медали Академии Художеств СССР за книгу «Росписи Петровского времени».
30 лет преподавал рисунок на художественно-графическом факультете (ныне — факультет изобразительного искусства) Ленинградского государственного педагогического института имени А. И. Герцена. Доцент.
Автор более 20 научных работ по вопросам истории русского и советского искусства, художественного образования. После его смерти в Петербурге состоялось пять его персональных выставок.
Работал в жанрах портрета, пейзажа и натюрморта. С 1956 г. — член Ленинградского отделения Союза художников РСФСР. Активный участник совета ветеранов ЛОСХа, и один из организаторов и участников ежегодных городских выставок ветеранов Великой Отечественной войны. Участник более 60 художественных выставок в Ленинграде (Санкт-Петербурге), Москве, а также в Японии, Финляндии, Англии, Франции, Испании, Швеции. Ряд работ художника приобретён в частные зарубежные коллекции. Являлся экспанентом большинства выставок произведений Ленинградских художников: «Наш современник» в Гос. Русском музее, Центральном выставочном зале, на «Зональных Выставках произведений Ленинградских художников», в залах ЛОСХа, на выставках «Пейзаж России», «50 лет Советской власти» и целом ряде других Зональных, Республиканских и Всесоюзных выставок.
Участник Великой Отечественной войны. Прошёл путь от Сталинграда до Берлина. Награждён семью орденами и медалями. Фронтовые впечатления отразились в творчестве художника:Триптих «Ленинград. Рубежи Славы»", находящийся в экспозиции музея обороны Ленинграда, и графические портреты участников войны которые экспонировались на выставке фронтовых рисунков и этюдов. (Приобретены Гос. закупочной комиссией).
В послевоенный период в течение 8 лет трудился над восстановлением и реставрацией росписей ряда архитектурных ансамблей Санкт-Петербурга и его пригородов (Эрмитаж, Летний дворец Петра I, Елагинский дворец, «Монплезир» в Петергофе, Исаакиевский собор и др.). Известные ленинградские архитекторы-реставраторы А. Э. Гессен и Е. В. Казанская отзывались о своем коллеге-реставраторе именно так: «Талант художника Бориса Федоровича Борзина и его культура позволили нам вернуть то, что могло быть потеряно нами безвозвратно». В этой связи им проделана работа по изучению иконографических и архивных материалов. Он изобрёл новый способ заделки трещин в росписях, который был практически применен, а описание его передано в Научно-Архитектурный кабинет КГИОП Работая в Елагином дворце, разработал методы борьбы с повышенной влажностью и т. н. высолами.
Значительное количество произведений художника приобретено или принято в дар музеями и художественными фондами. В России это: Государственная Третьяковская Галерея (автопортрет), Государственный Русский Музей («Окно. Ветка тополя.», 2 графических портрета и 8 портретных рисунков), Музей истории Санкт-Петербурга (3 пейзажа маслом), филиал Государственного Художественно-архитектурного дворцово-паркового музея-заповедника Петродворца, Музей Бенуа (пейзаж маслом и 2 пейзажа монотипии), Елагиноостровский дворец-музей (пейзаж маслом и 29 эскизов для воссоздания живописи), Государственная закупочная комиссия Художественного фонда РСФСР (2 работы маслом и 7 портретных рисунка), Музей обороны Ленинграда (10 работ маслом и 4 графических), Музей истории Российского государственного педагогического университета им. А. И. Герцена (портрет офорт), Музей Санкт-Петербургского суворовского военного училища (3 портрета монотипии), ВДНХ в Москве Павильон Лит. ССР (картина-панно маслом), Российская национальная библиотека отдел эстампов С. Петербург (4 портрета офорта, 2 натюрморта монотипии), Центральный государственный Архив Литературы и Искусства (48 листов с натурными зарисовками), Вестибюль школы-интерната № 15 Московского района Санкт-Петербурга (Панно, масло).
В 1990 г. Б. Ф. Борзин представлен к присвоению почётного звания «Заслуженный деятель искусств РСФСР». (Рекомендации народного художника РСФСР, действительного члена АХ СССР А. П. Левитина и народного художника РСФСР, действительного члена АХ СССР, профессора В. А. Ветрогонского).
В 1993 г. вдовой художника издан альбом с цветными репродукциями 30-ти работ Бориса Борзина, со вступительной статьёй А. П. Левитина и краткими отзывами о Б. Ф. Борзине как реставраторе, учёном и педагоге. В сопроводительном буклете к альбому помещена биографическая статья Элеоноры Краинской, вдовы художника, его краткая биография на английском языке, а также статья Н. Нешатаевой «Рассказ о художнике» (По материалам персональной выставки Б. Ф. Борзина в Елагиноостровском дворце-музее). Сокращённый вариант передачи транслировался по Петербургскому радио 28 апреля 1992 г.

## Выставки
- 1952 – Всесоюзная выставка дипломных работ, Москва, Дипломная работа. (Диплом с отличием).
- 1957 – Выставка молодых художников, Ленинграда, Музей дворцов и парков Петродворца.
- 1959,  '74, '78, '81, '83 – Осенняя выставка ленинградских художников, х-в,1978г. Каталог. Худ. РСФСР, Ленинград, с. 6
- 1965, '68 – Выставка «На страже мира», Ленинград.
- 1967 – Зональная выставка «50 лет советской власти», Худ. Фонд РСФСР.
- 1968 – Зональная выставка «50 лет комсомола»
- 1969 – ЛГПИ им. А.И. Герцена «10 лет ХГФ» Выставка работ художников-педагогов, Ленинград , Каталог, стр. 7, 15.
- 1970 – Выставка «25 лет Победы над фашистской Германией». Ленинград, Каталог выставки произведений художников Ленинграда, ЛОСХ, 1972, стр. 17
- 1970 – Ретроспективная выставка «Рисунок»
- 1972, '73, '77, '78 – Зональная выставка «Наш современник». Государственный Русский Музей, Ленинград, 1972 г. Каталог. Художник РСФСР, Ленинград, 1973, с. 13
- 1972 – Выставка «50 лет пионерской организации», Ленинград.
- 1974 – Выставка «30 лет освобождения Ленинграда».
- 1975 – Выставка ленинградских художников «30 лет Победы в Великой Отечественной войне». ЛОСХ, Каталог, Художник РСФСР, Ленинград, 1978, с. 25
- 1975 – «Республиканская выставка фронтовых рисунков и этюдов», Закупка Худ. Фонда РСФСР.  Каталог. Выставка фронтовых рисунков и этюдов. Художник РСФСР, Ленинград, 1977, стр. 14
- 1975 – Выставка работ 10 ленинградских художников в объединённых кинотеатрах «Рекорд — Смена», Каталог, ЛОСХ, 1976, 6 работ маслом.
- 1976 – Портрет современника. Пятая выставка произведений ленинградских художников, Государственный Русский Музей, Ленинград
- 1977 - 1990 – Выставка произведений художников-ветеранов Великой Отечественной войны.
- 1977, '86 – Весенняя выставка ленинградских художников.
- 1978 – Выставка «60 героических лет». ЛОСХ.
- 1978 – Выставка Современной Советской Живописи «Геккосо», Япония.
- 1979 – Всесоюзная выставка «Физкультура и спорт»
- 1980 – Зональная выставка произведений Ленинградских х-в. «110 годовщина со дня рождения В.И. Ленина». Каталог, Художник РСФСР, Ленинград, 1983, с. 10
- 1980 – Выставка посвящённая 35 годовщине Великой Отечественной войны. Ленинград.
- 1980 – ЛГПИ им. А.Л. Герцена «XX лет ХГФ» Выставка творческих работ преподавателей. Ленинград.
- 1980 – Зональная выставка. Центральный Выставочный Зал, Ленинград, Худ. Фонд РСФСР.
- 1981 – Зональная выставка «Портрет современника». Пятая выставка произведений ленинградских художников. Центральный Выставочный Зал. Государственный Русский Музей. Каталог. Художник РСФСР, Ленинград, 1983, с. 39.
- 1982 – Республиканская выставка «По родной стране». Ленинград, 1982 г.
- 1982 – Выставка, посвящённая «40-летию прорыва вражеской блокады Ленинграда», ЛОСХ.
- 1982 – Выставка «Советские женщины». Групповая выставка ленинградских художников. Институт социально-экономических проблем. АН СССР.
- 1984 – Выставка «Наш Ленинград», Центральный Выставочный Зал.
- 1984 – Зональная выставка «Художники в борьбе за мир». Центральный Выставочный Зал.
- 1984 – Выставка посвященная полному снятию вражеской блокады Ленинграда. ЛОСХ.
- 1985 – Выставка посвященная 40-летию Великой Победы. ЛОСХ.
- 1985 – ЛГПИ им. А.И. Герцена «25 лет ХГФ» Выставка творческих работ преподавателей. Ленинград.
- 1986 – Выставка произведений художников-ветеранов Великой Отечественной войны. ЛОСХ.
- 1986 – Выставка «Геккосо». Япония.
- 1987 – Всесоюзная выставка посвященная А. С. Пушкину, Москва.
- 1987 – Всесоюзная выставка «Всегда начеку» Москва, Худ. Фонд РСФСР.
- 1987 – Групповая выставка ленинградских художников «Искусство в печать». ДК Ленсовета, Худ. Фонд РСФСР.

Персональные посмертные выставки:
- 1991 – Летний сад — павильон Росси «Кофейный домик», филиал Государственного Русского Музея, Петербург
- 1991 – Музей семьи Бенуа, филиал Государственного Художественно-архитектурного дворцово-паркового музея-заповедника Петродворца
- 1992 – Елагиноостровский дворец-музей, Петербург
- 1992 – Петербургская филармония, тематическая выставка натурных зарисовок выдающихся музыкантов, Петербург
- 1992—1993 – Петербургский городской шахматный клуб им. Чигорина, тематическая выставка портретов и натурных зарисовок выдающихся шахматистов, Петербург

## Галерея

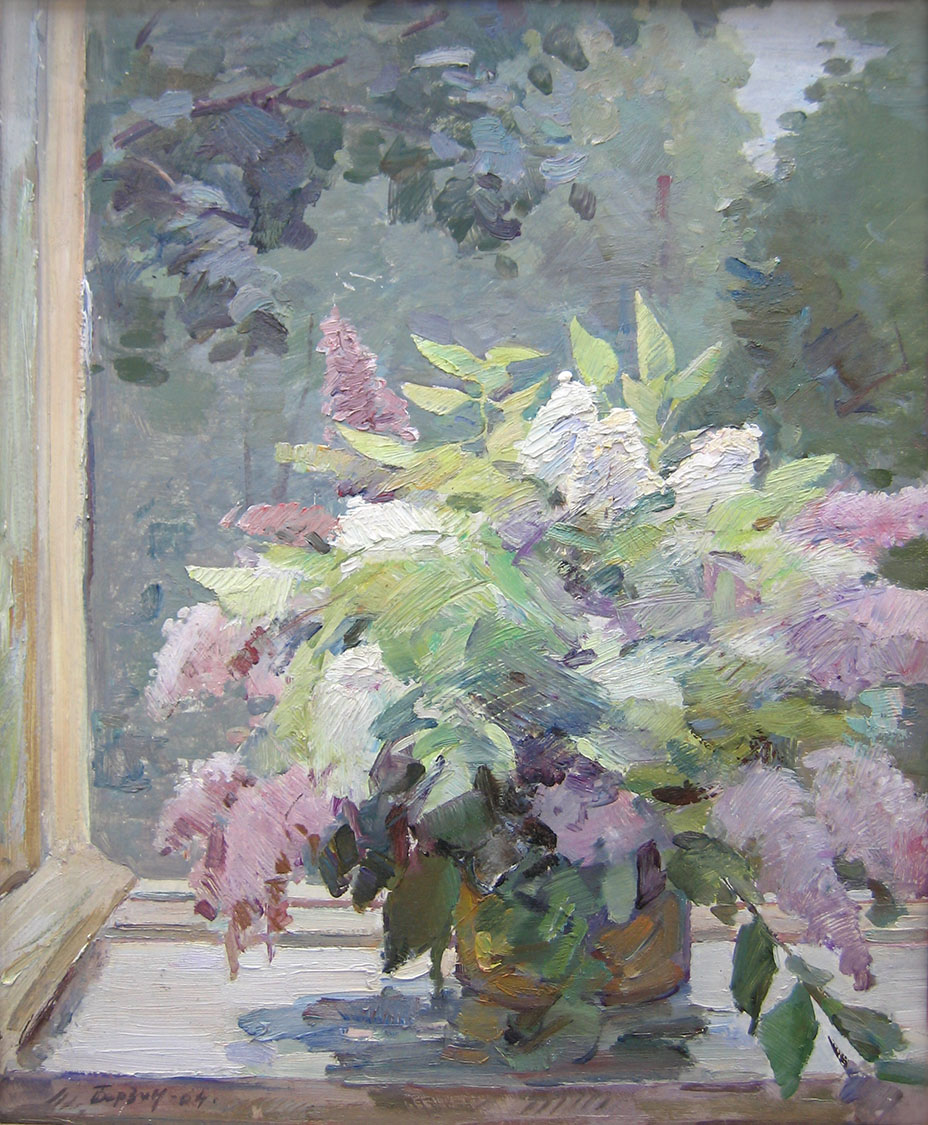
«Сирень на подоконнике» (масло, картон)
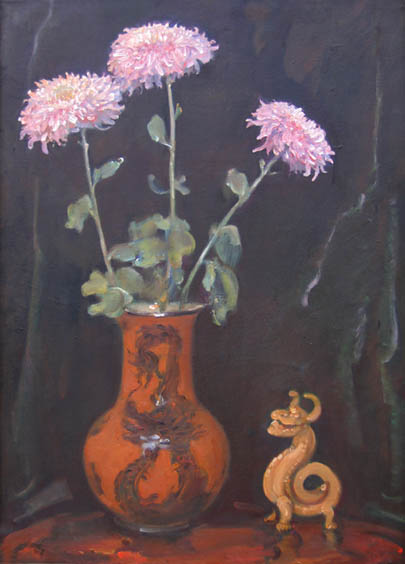
(масло, холст)
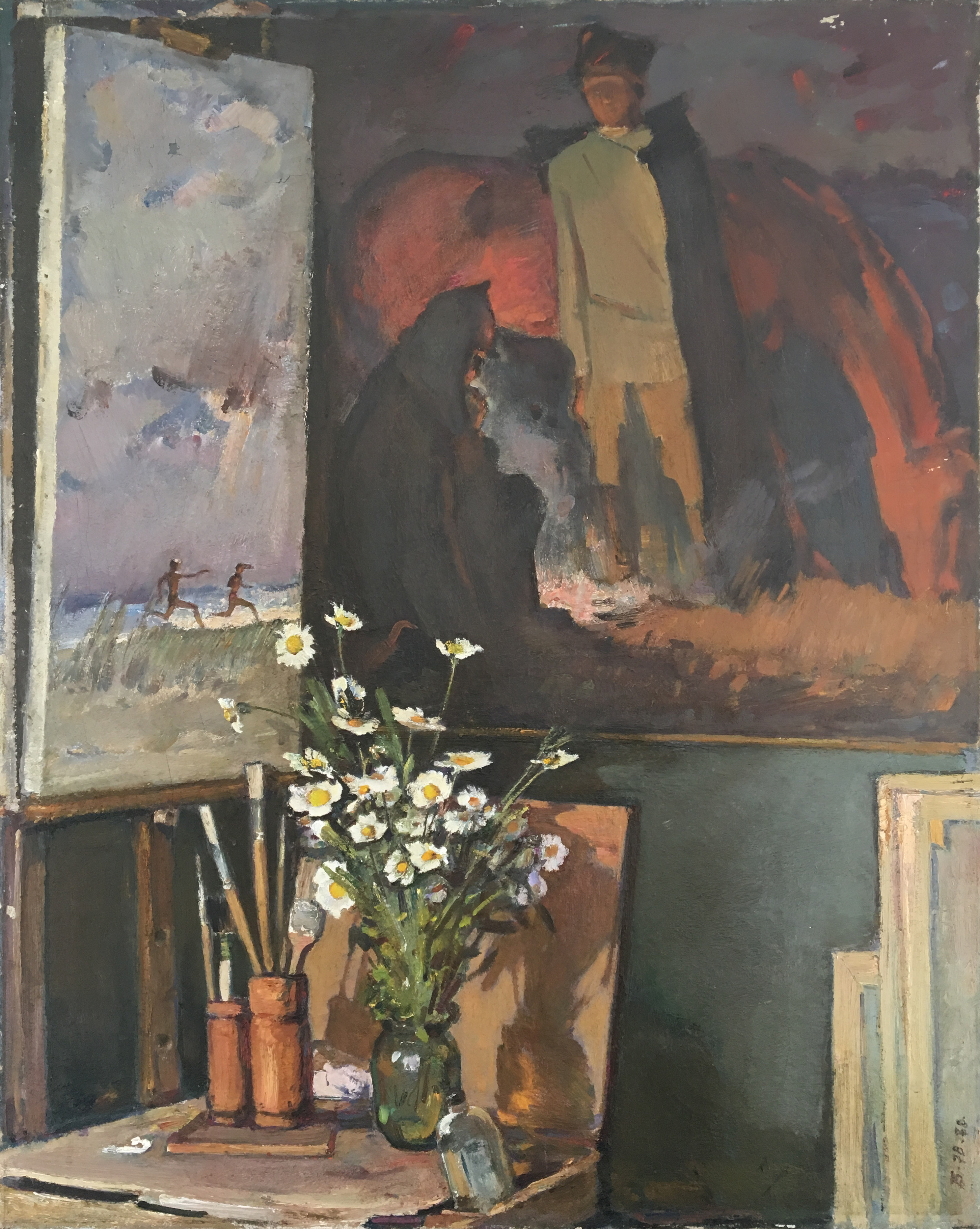
(масло, холст)
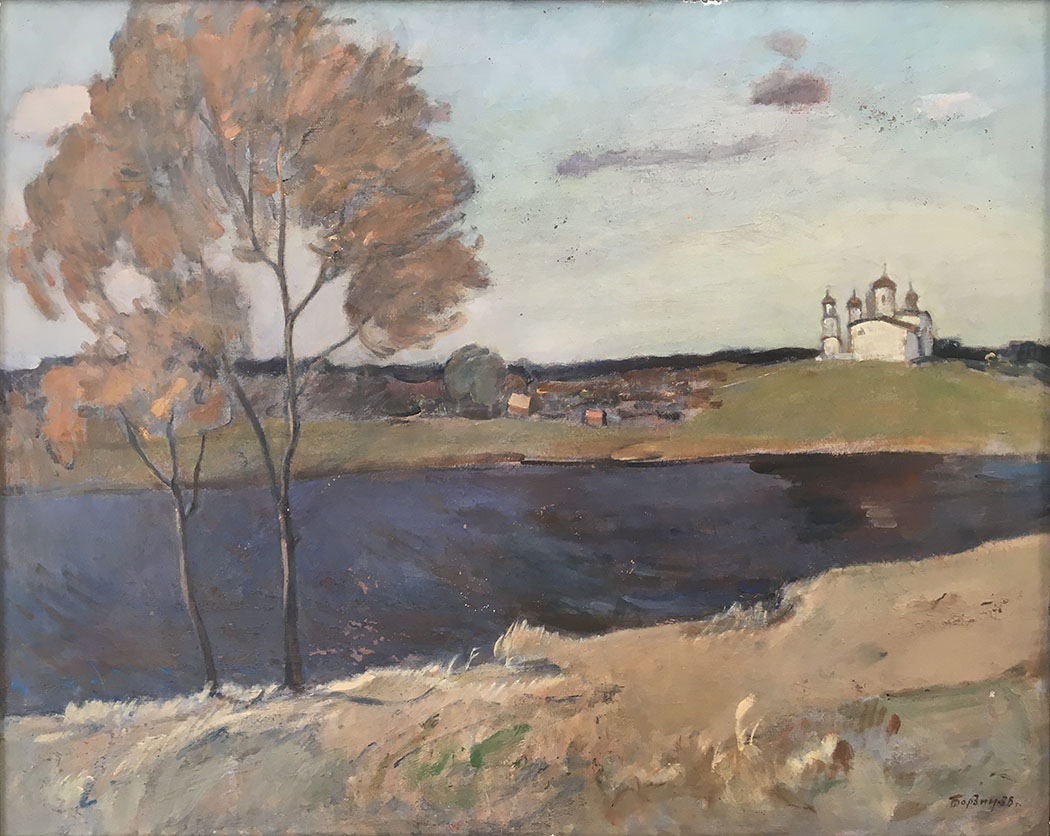
«Церковь на берегу реки» (масло, холст)
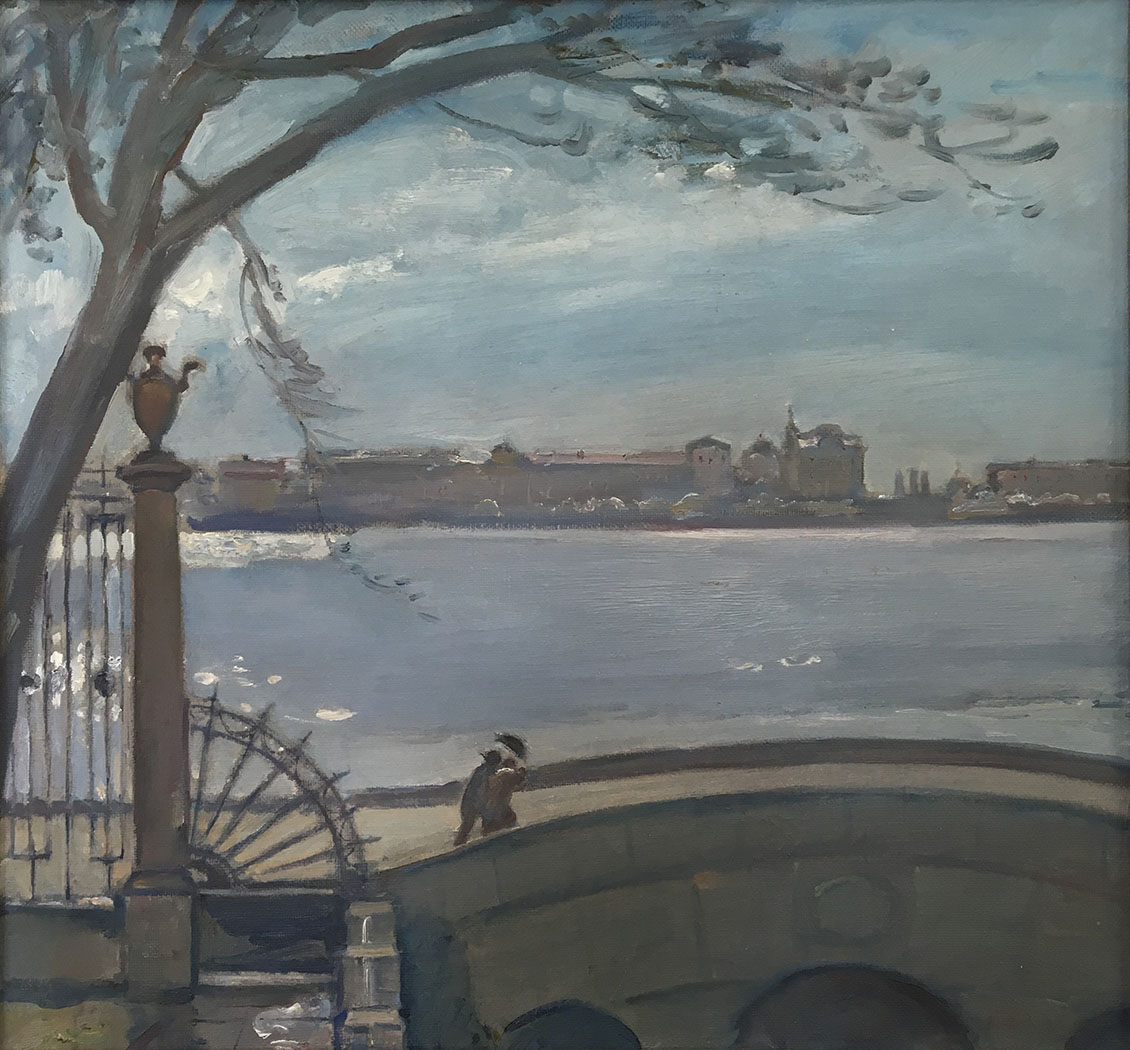
«Мост летний сад» (масло, холст)
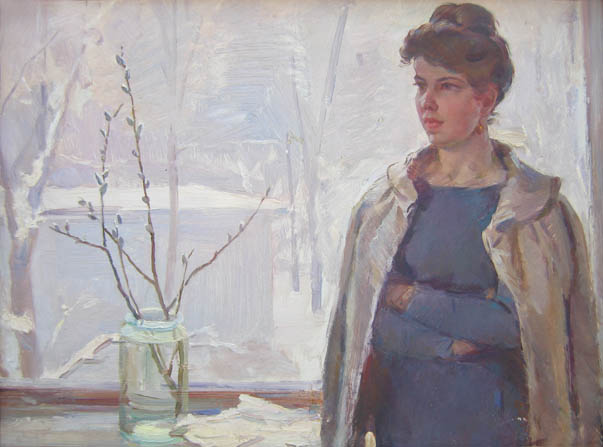
«Студентка у окна» (масло, картон)
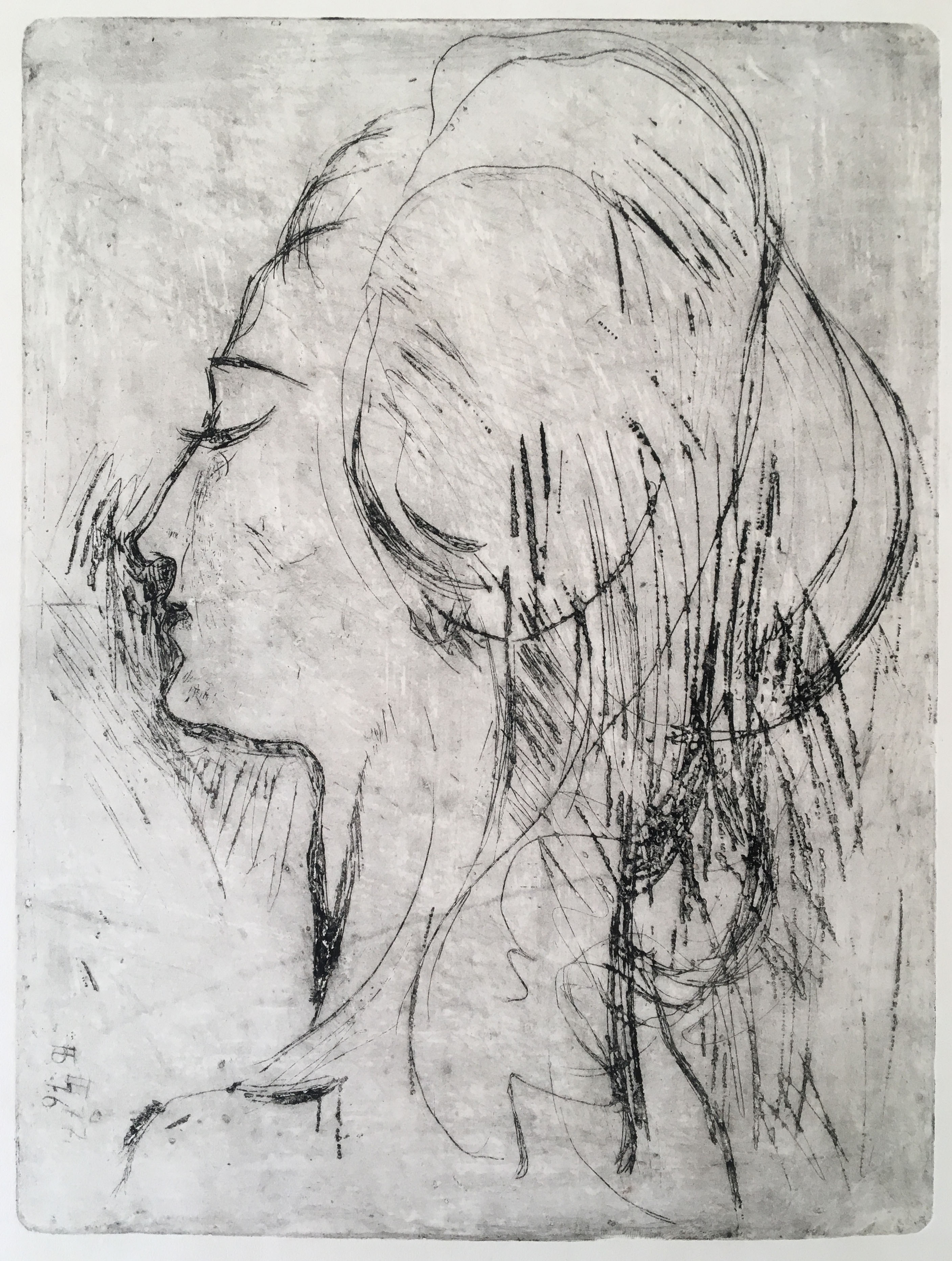

## Публикации
- Борзин, Борис Федорович. Росписи петровского времени. — Художник РСФСР. — Ленинград, 1986. — 206 с.
- «К проблеме художественного образования». Журнал «искусство» 1979 г.,
- Летний сад и Летний дворец Петра I / О. Н. Кузнецова, Б. Ф. Борзин. — Л. : Лениздат, 1988. — 190,[2] с. : ил.; 16 см; ISBN 5-289-00109-3 : 60 к.
- Монументально-декоративная живопись в России в первой четверти XVIII века [Текст] : Автореферат дис. на соискание ученой степени кандидата искусствоведения / Ин-т живописи, скульптуры и архитектуры им. И. Е. Репина Акад. художеств СССР. — Ленинград : [б. и.], 1969. — 17 с.
- Ученые записки ЛГПИ им. А. И. Герцена, т.349, Л., 1968.

Зарубежные:
- Выставка Современной Советской Живописи 78, стр. 42 (К выставке-продаже Современной Советской Живописи «Геккосо» Япония, 1978 г.)
- Arcole 'Charmes Russes' (2-eme Vente) Expositions publiques: Le Samedi 7 Dec. 1991, стр. 9 (Цветные репродукции работ с краткой справкой о художнике к выставке-продаже).

Посмертные:
- Борис Борзин : Альбом. — Санкт-Петербург, 1993. — 16 с.; 30 отд. л. ил. в обертке; 29 см, (со вступительной статьёй народного художника РСФСР, действительного члена АХ СССР А. П. Левитина и краткими отзывами о Б. Ф. Борзине, как реставраторе, учёном и педагоге. В сопроводительном буклете: творчески-биографическая статья Элеоноры Краинской, жены художника, краткая его биография на английском, а также статья Н. Нешатаевой Рассказ о художнике — По материалам персональной выставки Б. Ф. Борзина в Елагиноостровском дворце-музее, сокращённый вариант передачи по Петербургскому радио от 28 апреля 1992 г., С. Петербург, 1993 г.)